# Hawra (Hadramaut)
Hawra és una ciutat del Iemen a la governació d'Hadramaut, situada a la part oriental del Wadi l-Kasr al punt d'unió de tres valls (Amd, Dawan i al-Ayn), situada al sid-oest de Shibam. El castell del xeic i una torre dominen la ciutat. Les tribus principals són els Ba Wazir (el xeic local pertany a aquesta tribu) i els Badr Bu Tuwayrik. La seva població és d'uns dos mil habitants.
Al segle x era una gran ciutat poblada per dues branques de la tribu kinda; encara actualment la tribu Nahd, al nord de la ciutat, reclama ser descendent dels kindes. El 1809 durant la segona invasió wahhabita de l'Hadramaut, que localment foren anomenats ashab al-bushut (els homes dels abrics) la ciutat fou saquejada. Tot i que la tribu dels Badr Bu Tuwayrik estavan vinculada als kathiri d'Hadramaut, la regió va ser domini dels quaiti de Mukalla.